# 141

## Hlavy států
- Papež – Hyginus? (136/138–140/142) » Pius I.? (140/142–154/155)
- Římská říše – Antoninus Pius (138–161)
- Parthská říše – Vologaisés III. (111/112–147/148)
- Kušánská říše – Kaniška (127–151)
- Čína, dynastie Chan (206 př. n. l. – 220 n. l.)